# Megabit
En Megabit er en afledt enhed for information eller computerlager.
Sprogbrugen for computerlager er ikke konsekvent.  Megabit bruges derfor på to måder:
- 1 Megabit = 106 bit = 1 000 000 bit eller 1000 kilobit
- 1 Megabit = 220 bit = 1 048 576 bit eller 1024 kilobit

For at løse denne forvirring i anvendelsen af binære præfikser har International Electrotechnical Commission (IEC) foreslået nye ord for binære præfikser, således at 1 Mebibit = 220 bit.  Denne sprogbrug har dog (endnu) ikke vundet udbredelse.
Kilobit << Megabit << Gigabit